# 格林西克 (卡利尼夫卡區)
49°34′31″N 28°27′51″E / 49.57528°N 28.46417°E
格林西克（烏克蘭語：Глинськ），是烏克蘭的村落，位於該國西南部文尼察州，由赫米利尼克區負責管轄，始建於1445年，面積3.47平方公里，海拔高度259米，2001年人口1,471，人口密度每平方公里423.92人。